# Азійська парламентська асамблея

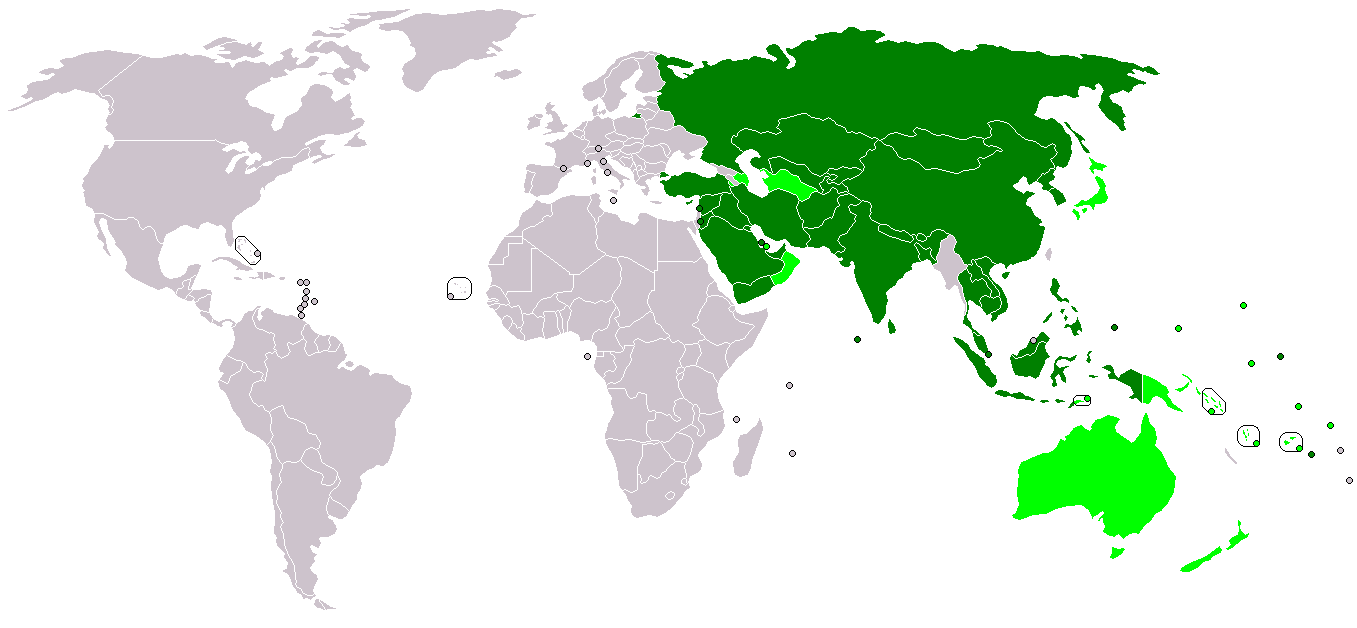
Держави-учасники
Держави-наглядачи

Азійська парламентська асамблея (АПА) (англ. Asian Parliamentary Assembly (APA)  ) стала правонаступнецею Асоціації парламентів Азії за мир (АПАМ), яка заснована з ініціативи Бангладеш у 1999 р. на Конференції парламентаріїв Азії за мир та співпрацю.
До її складу на постійній основі входять парламенти 41 наступної держави: Бангладеш, Бахрейн, Бутан, В'єтнам, Індонезія, Ірак, Іран, Йорданія, Ємен, Камбоджа, Катар, Кіпр, Казахстан, Киргизія, Кірибаті, Лаос, Китай, Ліван, КНДР, Кувейт, Малайзія, Мальдіви, Монголія, Непал, ОАЕ, Пакистан, Палау, Палестинська національна адміністрація, Республіка Корея, Російська Федерація, Саудівська Аравія, Сінгапур, Сирія, Таїланд, Філіппіни, Таджикистан, Шрі-Ланка, Тонга, Туреччина, Узбекистан, Фіджі, Філіппіни та Шрі-Ланка.
У центрі уваги Асоціації знаходиться координація зусиль національних парламентів у вирішенні актуальних проблем сучасності, зокрема за рахунок підвищення їхньої ролі у забезпеченні миру в азійському регіоні та підвищення співробітності у різних сферах. АПАМ – один із інструментів міжпарламентського діалогу, вироблення колективної стратегії щодо забезпечення безпеки та стабільності в Азії. Офіційна робоча мова – англійська.
Вищий орган Асоціації – сесія Генеральної асамблеї (ГА), яка скликається щорічно. До складу ГА входять Голова, Віце-голова, члени Виконавчої ради та до трьох парламентаріїв законодавчих органів країн-учасниць. Робота в ході сесій ГА ведеться в рамках чотирьох секцій: політичної, економічної, а також з проблем миру та безпеки та за станом жінок та дітей.
Обов'язки Голови ЦА (щорічно змінюється) виконує глава або представник парламенту тієї країни, де проводилася остання сесія АПАМ (нині – Іран). Віце-головою є голова чи представник парламенту країни-упорядника наступної сесії (нині – Індонезія).
Головний виконавчий орган – Виконавча рада, до складу якої входить Голова, Віце-голова та один представник від кожного Національного комітету. Адміністративні функції виконує Генеральний секретар, що призначається Головою (змінюється щорічно), який також бере участь у сесії ГА.
Діє загальний фонд АПАМ, який формується за рахунок щорічних добровільних внесків країн-учасниць.
Парламентарії низки країн Азії виступають за розширення взаємодії АПАМ з ООН та деякими регіональними організаціями, включаючи ШОС.
На 5-й сесії ГА в Ісламабаді ( Пакистан, листопад 2004 р.) було схвалено ініціативу Філіппін про евентуальне перетворення АПАМ в Азійську парламентську асамблею (АПА) на кшталт ПАРЄ. У квітні 2005 р. у Манілі (Філіппіни) Консультативна рада АПАМ затвердила робочий графік перетворення Асамблеї, розрахований на період до 2009 р. Координацію роботи з цього питання здійснює сформований у Манілі Тимчасовий секретаріат АПА.
У ході 6-ї сесії ГА АПАМ (Таїланд, листопад 2005 р.) основну увагу було приділено проблематиці парламентської дипломатії, питанням розвитку багатосторонньої торгівлі та економічного співробітництва, боротьби з тероризмом, інфекційними захворюваннями та стихійними лихами, а також захисту прав жінок та дітей.
На 7-й сесії ГА АПАМ ( Тегеран, листопад 2006 р. ) були порушені питання про роль азійських парламентів у просуванні миру, стабільності та демократії в Азійсько-Тихоокеанському регіоні, протидії міжнародному тероризму, ситуації на Близькому Сході, роззброєння, нерозповсюдження ядерної зброї та мирного використання атомної енергії, боротьби з незаконним оборотом людьми. За підсумками сесії прийнято Тегеранську Декларацію, відповідно до якої Асоціацію азійських парламентів за мир перетворено на нову міжнародну парламентську структуру Азійську парламентську асамблею (АПА).
Пленарна сесія ГА АПА відбулася у листопаді 2007 р. у Тегерані. Під час сесії обговорювалися питання, що стосуються Статуту, Регламенту АПА (підготовлені проекти відповідних документів) та пріоритетних напрямів діяльності організації (розроблено проекти планів дій з таких проблем як боротьба з бідністю та корупцією, мирне співіснування різних за вірою та культурою цивілізацій, глобалізація ). енергетичного ринку). На сесії було представлено 8 документів та резолюцій, які були розглянуті та прийняті у п'яти комітетах та на пленарному засіданні АПА: Статут та Регламент АПА, План дій щодо захисту та визнання різноманіття культур в Азії, План дій щодо викликів та можливостей глобалізації в Азії, План дій щодо боротьби з бідністю в Азії, План дій щодо боротьби з корупцією, Пакт про дружбу країн Азії, Рішення АПА щодо Азійського валютного фонду.
Прийнято рішення про розміщення постійного Секретаріату АПА у Тегерані та обрання Мохаммада Хаді Нежада-Хосейніана генеральним секретарем АПА терміном на 4 роки.
Організатори намагалися зосередити увагу азійських парламентаріїв на необхідності створення повноцінної та сильної міжпарламентської організації, статут якої має бути спрямований на зміцнення тенденції інтеграції азійських країн. Ряд його нових положень, на їхню думку, сприяє розширенню парламентської взаємодії країн Азії, підвищенню її ефективності. В рамках цих зусиль було прийнято принципово нову формулу визначення чисельного складу делегатів Генасамблеї АПА з урахуванням чисельності населення держав-учасниць. За новою формулою, Росія представлена на Асамблеї п'ятьма делегатами з правом вирішального голосу. Ще одна нововведення у Статуті – прийняття рішень Генасамблеї не консенсусом, як було раніше, а простою або у виняткових випадках (наприклад, поправки до Статуту) кваліфікованою більшістю голосів. Також зростає термін головування країни в АПА з одного до двох років. Крім голови АПА (цю посаду обіймає спікер відповідного парламенту), обираються чотири заступники голови.